# Steve Anderson
Stephen Eugene „Steve“ Anderson (10. dubna 1906, Portsmouth, Ohio – 2. srpna 1988, Seattle) byl americký překážkář, který se specializoval na vzdálenost 110 metrů, resp. 120 yardů.
V roce 1928 se kvalifikoval jako mistr USA na olympijské hry do Amsterdamu, kde získal stříbrnou medaili za 14,8 s za Jihoafričanem Sydney Atkinsonem a před svým krajanem Johnem Collierem (14,9 s). Anderson v tomto závodě patřil ke kandidátům na medaili, ale největším favoritem na titul olympijského vítěze se záhy stal další Jihoafričan George Weightman-Smith, který ve třetím z devíti rozběhů vyrovnal světový rekord 14,8 s a v semifinále jej dokonce vylepšil na 14,6 s. Finálový závod se běžel 1. srpna 1928 na rozmoklé a po předchozích závodech značně poničené dráze, Weightman-Smith si snad vylosoval tu nejhorší, záhy zakopl o překážku, což ho zdrželo a nakonec obsadil až páté místo. Nejrychlejší start měl Collier, ale byl nakonec předstižen a zkušený Atkinson se stačil do pásky vtlačit před Andersona. Zajímavostí je, že mezi Andersonovými soupeři v semifinále byl Čech Otakar Jandera, který ovšem skončil na posledním místě.
V letech 1929 a 1930 byl opět americkým šampionem na 120 yardů, přičemž při svém druhém vítězství překonal světový rekord na tuto vzdálenost 14.4 s. V roce 1929 získal také národní titul na 220 yardů překážek. V letech 1928 až 1930 celkem čtyřikrát vyrovnal světový rekord na 110 m překážek časem 14,4 s.